# Lambert Doomer

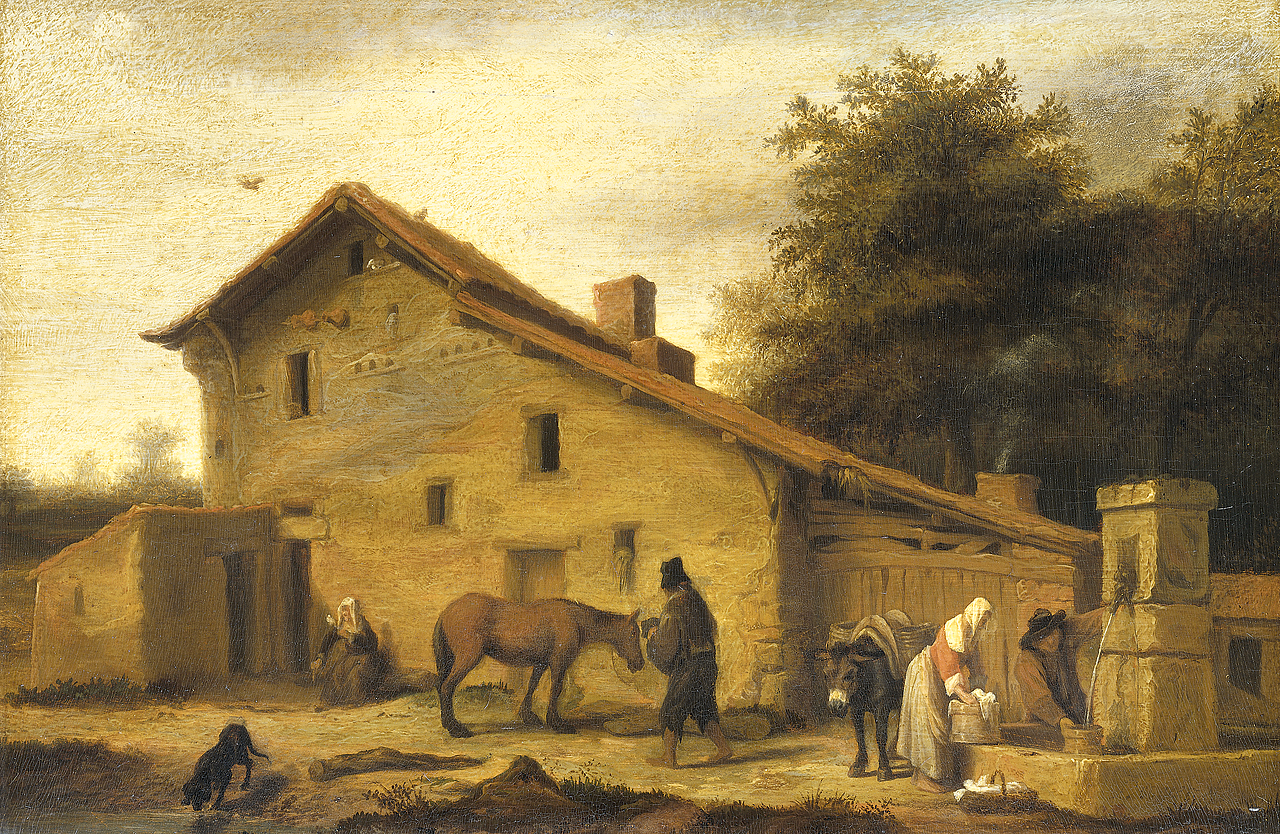
Auberge près de Nantes (ou Une auberge à Montbert), huile sur bois,, Amsterdam, Rijksmuseum.

Lambert Doomer (Amsterdam, 11 février 1624 - Amsterdam, 2 juillet 1700) est un peintre néerlandais du XVIIe siècle, avant tout dessinateur, à l'œuvre assez diversifiée. Doomer semble néanmoins s'être spécialisé dans l'exécution de paysages peints ou dessinés, technique qu'il poussera au stade de l'excellence.

## Biographie
Lambert Doomer reçoit un premier enseignement chez son père ébéniste, Herman Doomer. Vers 1642, il devient l'élève de Rembrandt, alors client chez son père, mais celui-ci ne l'influence pas dans son style bien qu'il lui ait probablement permis de perfectionner sa technique du dessin. Il exécute entre 1644 et 1646 des dessins topographiques grâce auxquels il reçoit une première reconnaissance.
Ces derniers sont basés sur ses voyages en Hollande, en Allemagne puis en France en compagnie du peintre Willemn Sckellinks avec lequel il rend visite à ses deux frères à Nantes.
C'est à cette époque qu'il réalise Vue du pont à Angers (Paris, Musée du Louvre), Auberge près de Nantes (Amsterdam, Rijksmuseum), Nantes sur les rochers de l'Hermitage (New York, Metropolitan museum), et une suite de dessins topographiques sur les bords de la Loire (Paris, Musée du Petit Palais). Il effectue ensuite un séjour en Suisse d'où il rapporte des dessins de paysages.
Entre 1669 et 1695, il vit à Alkmaar (Nord-Ouest des Pays-Bas) où il réalise des portraits de notables dans la manière de Bartholomeus van der Helst (Les Régentes de l'orphelinat, Alkmaar, hôtel de Ville) et peint des vues de la ville. Dans les années 1670, il vend des copies de ses dessins et en réalise de nombreux autres qui constituent aujourd'hui près du quart des œuvres qui nous sont parvenues. Ses compositions, d'une grande simplicité et d'un profond naturalisme, se rapprochent du style de Gerbrand van den Eeckhout, dont Doomer s'inspira. Il retourne à Amsterdam en 1695 et s'éteint en 1700 dans cette ville.
On lui doit aussi quelques dessins d'animaux (Tête de bouquetin, Rijksmuseum) et des tableaux à sujet pastoral (Passage du gué). Également vendeur de cadres et collectionneur, Doomer acheta des œuvres de Rembrandt et un album de dessin de Roelandt Savery.

## Œuvres
- Auberge près de Nantes, huile sur bois, 28 × 40,5 cm, Amsterdam, Rijksmuseum.
- Le Pont des Treilles sur la Maine à Angers, vu d'amont, huile sur bois, 83 × 60 cm, Paris, Musée du Louvre.
- Nantes sur les rochers de l'Hermitage, New York, Metropolitan Museum of Art.
- Les Régentes de l'orphelinat, Alkmaar, Hôtel de ville.
- Portrait de François Wijnants et d’Alida Essingle, en Elquanah et Anne venant recevoir la bénédiction d’Eli, Orléans, Musée des beaux-arts.
- Vue de ville au bord d'une rivière dans un paysage montagneux[4], plume, encre brune, lavis brun et gris, quelques touches d'aquarelle, traces de craie (?) blanche, H. 241 ; L. 408 m, Beaux-Arts de Paris. Doomer doit l'essentiel de sa célébrité à de nombreux dessins topographiques, qui présentent peu de points communs avec le style de son maître présumé, Rembrandt. Ce sont des esquisses réalisées durant les années 1645-1646 lors de son voyage dans la Loire, et 1663 année de son périple en Allemagne le long du Rhin. Il dessine également plusieurs vues de Hollande. Plus âgé et résidant à Alkmaar (1669-1694), il prit l'habitude de "répéter" ses esquisses, dans des dessins ou des tableaux. La feuille des Beaux-Arts de Paris est signée et datée de 1692, elle est très précise et présente un aspect plus "romantique" que les répétitions précédemment exécutées. Ce dessin représente sûrement un paysage allemand en partie imaginaire[5].